# 安留誠吾
安留 誠吾（やすとめ せいご）は、日本の情報工学者・教育工学者。大阪工業大学情報科学部データサイエンス学科教授。博士（工学）（大阪大学）。 教育システム情報学会2019/2020関西支部長。枚方市ポイント制度事業者選定審査会2018副会長。
専門は、情報工学・ソフトウェア工学（Webアプリケーション含む）、教育工学・プログラミング（C、Java、Python含む）。

## 略歴
1993年大阪大学大学院基礎工学研究科物理系情報工学専攻博士課程修了、博士（工学）（大阪大学）。大阪大学基礎工学部情報工学科および情報処理教育センター助手などを経て、2004年大阪工業大学情報科学部に着任。同学部情報ネットワーク学科准教授などを経て、2019年同学部ネットワークデザイン学科教授。2025年データサイエンス学科教授。
主な所属学会は、教育システム情報学会、情報処理学会、電子情報通信学会、IEEE 、アメリカ計算機学会(ACM) 、地理情報システム学会。主な受賞は、教育システム情報学会研究奨励賞。

## 主な研究
- 抽象度の高い記述で情報システムの学習が可能なプログラミング環境に関する研究
- TA活動の質を保証する学習者モニタリングシステムの研究開発
- VR技術を用いたロボットプログラミング環境の構築と自動採点手法の確立
- ARを用いたプログラミング学習アプリの開発
- 簡便に利用可能な管理者不要のCBTシステムの実現に関する研究

情報工学・ソフトウェア工学の対外啓蒙活動として、「ひらかた市民大学2017」（テーマ：だれでもできるプログラミング）で講師を務めている。